# Eosphoropteryx
Eosphoropteryx là một chi bướm đêm thuộc họ Noctuidae.

## Loài
- Eosphoropteryx thyatyroides Guenée, 1852